# Tom Heaton
Thomas David "Tom" Heaton, född 15 april 1986 i Chester i England, är en engelsk fotbollsmålvakt som spelar för Manchester United. Han har tidigare representerat Wrexham, Swindon Town, Royal Antwerp, Cardiff City, QPR, Rochdale, Wycombe, Bristol City, Burnley och Aston Villa. Heaton var finalist med Cardiff i engelska ligacupen 2012 och har nått uppflyttning till Premier League från Championship två gånger (2014 och 2016) med Burnley. Heaton har gjort tre A-landskamper för England, samt tre U21-landskamper. Han har även representerat England på ungdomsnivå.

## Klubbkarriär

### Manchester United och lån till lägre divisioner[1]
Heaton tillbringade sju år som professionell i Manchester United och vann 2003 FA Youth Cup som reservmålvakt bakom Luke Steele. Heaton stannade i Uniteds organisation till 2010 men gjorde inga tävlingsmatcher för klubben. Däremot samlade han på sig erfarenhet av ligafotboll genom en rad sejourer på lån i klubbar ur lägre divisioner. Heatons debut i seniorfotbollen kom för Swindon i en match mot Yeovil i augusti 2005. En kort vistelse i Royal Antwerp följde innan Heaton återvände för fler lån till klubbar i de lägre divisionerna. Heatons mest framgångsrika låneperiod var i Cardiff, dit han senare skulle återvända på ett permanent kontrakt, där han tillbringade hela säsongen 2008/2009. Kortare låneperioder i QPR, Rochdale och Wycombe följde innan Heaton lämnade Old Trafford för ett kontrakt med Cardiff inför säsongen 2010/2011.

### Cardiff City[1]
Heaton kom till Cardiff City Stadium i augusti 2010 och hade svårt att konkurrera ut David Marshall som fick förtroendet som förstemålvakt i Championship. Heaton skapade dock rubriker genom sina insatser i ligacupen i vilken Cardiff nådde finalen 2012. Han räddade två straffar i den avgörande straffläggningen i semifinalen mot Crystal Palace och följde upp det genom att tippa en straff från Steven Gerrard i ribban i finalen på Wembley. Gerrards Liverpool kunde trots detta vinna matchen och ta hem turneringen.

### Bristol City[1]
Heaton flyttade till Bristol City sommaren 2012 men säsongen 2012/2013 blev jobbig för klubben som slutade sist i Championship och därmed flyttades ner till League One. Vistelsen på Ashton Gate blev bara ettårig för Heaton och sommaren 2013 gick flyttlasset tillbaka till nordvästra England för spel i Burnley.

### Burnley[1]
Managern Sean Dyche värvade Heaton till Burnley inför säsongen 2013/2014 och Heaton tog platsen som förstemålvakt, i konkurrens med inte färre än tre andra nyförvärv, efter att Lee Grant och Brian Jensen lämnat klubben. Det blev succé direkt både för Heaton och Burnley som slutade tvåa i Championship och därmed flyttades upp till Premier League. Säsongen 2014/2015 slutade med nedflyttning tillbaka till Championship för Burnley men Heatons insatser imponerade på förbundskapten Roy Hodgson som tog ut Heaton till engelska landslagstruppen kort efter säsongens slut. Heaton spelade samtliga minuter av Burnleys Championship-säsong 2015/2016. Burnley gick obesegrade genom andra halvan av säsongen och tog hem Championship-titeln 2016 vilket återigen innebar uppflyttning till Premier League.
Under säsongen 2016/2017 tog Heatons svit på 142 spelade ligamatcher i rad för Burnley slut på grund av sjukdom men han var snart tillbaka i startuppställningen. Där bidrog han till att hålla klubben kvar i Premier League för första gången sedan ligan startades 1992. Heaton fick en olycklig inledning på säsongen 2017/2018 då han efter en stark säsongsinledning där Burnley bland annat besegrat regerande mästarna Chelsea borta på Stamford Bridge slog axeln ur led i samband med en oturlig landning i hemmamötet med Crystal Palace i fjärde omgången. Heaton tvingades till operation och missade en stor del av säsongen. När han väl återvände från skadan hade hans ersättare Nick Pope gjort ett så starkt intryck att Heaton fick nöja sig med rollen som avbytare under resten av säsongen. Burnley slutade säsongen som sjua i Premier League vilket innebar en kvalplats till Europa League inför säsongen 2018/2019.
Heaton gjorde comeback för Burnley i augusti 2018 i bortamötet med Olympiakos i playoff till Europa League. I Premier League fick dock Heaton inledningsvis stå tillbaka för nyförvärvet Joe Hart som köpts från Manchester City under sommaren 2018. Burnleys svaga ligaform och höga antal insläppta mål innebar att Heaton var tillbaka i målet i hemmamötet med West Ham på Turf Moor den 30 december 2018, en match som Burnley vann med 2-0. Burnley vann även de kommande två ligamatcherna mot bottenkonkurrenterna Huddersfield och Fulham med Heaton i målet.

### Aston Villa
Den 1 augusti 2019 värvades Heaton av Aston Villa. Den 28 maj 2021 meddelade Aston Villa att Heaton skulle lämna klubben i samband med att hans kontrakt gick ut följande månad.

### Återkomst i Manchester United
Den 2 juli 2021, 11 år efter att han lämnat klubben, blev Heaton klar för en återkomst i Manchester United, där han skrev på ett tvåårskontrakt med option på ytterligare ett år. I juli 2024 förlängde han sitt kontrakt med ett år.

## Landslagskarriär[1]
Under sin tid i Manchester United representerade Heaton England på flera nivåer i ungdomslandslagen inklusive tre landskamper i U21-landslaget under åren 2008 och 2009. Som spelare för Burnley blev Heaton uttagen till A-landslagstruppen av förbundskapten Roy Hodgson sommaren 2015, dock utan att få speltid. Hans debut kom istället under Hodgson genom ett sent inhopp i Englands träningslandskamp mot Australien på Stadium of Light i Sunderland i maj 2016. Detta innebar att han blev den förste Burnleyspelaren sedan Martin Dobson, 42 år tidigare, att representera England. Heaton var även med i Englands trupp till EM 2016 i Frankrike men fick ingen speltid i konkurrensen med Joe Hart. Trots att han inte spelat en tävlingsmatch sedan september 2017, då han ådrog sig en axelskada, blev Heaton uttagen som stand-by till Englands trupp till VM 2018 av förbundskapten Gareth Southgate men ingick inte bland de 23 spelare som till slut fick åka till Ryssland. Tredjemålvakt till Rysslands-VM var istället Heatons klubbkamrat Nick Pope.